# NanoSail-D
NanoSail-D byl malý satelit, který měl být použit výzkumným střediskem NASA Ames ke studiu chování solární plachty při rozkládání ve vesmíru. Jednalo se CubeSat velikosti 3U (30 x 10 x 10 cm), který měl hmotnost 4 kilogramy. Satelit se do vesmíru nedostal, protože nosná raketa Falcon 1 při startu selhala. Úspěšný byl až nástupce NanoSail-D2 v roce 2010.

## Satelit
NanoSail-D měl být vynesen třetí raketou Falcon 1, která odstartovala z ostrova Omelek 3. srpna 2008 v 03:34 UTC. Byl to jeden ze dvou CubeSatů na palubě, hlavním nákladem byl Trailblazer, který měl být provozován operačním oddělením kosmického úřadu ministerstva obrany USA. Spuštění bylo prováděno společností SpaceX a dvě minuty a čtyřiceti sekund po startu bylo vyčerpáno palivo prvního stupně rakety. Nicméně, zbytkový tah způsobil, že se první stupeň dostal do opětovného kontaktu s druhým, což vedlo k jeho selhání. Oběžné dráhy se nepodařilo dosáhnout a raketa i náklad dopadly do Tichého oceánu.
NanoSail-D měl být umístěn na nízkou oběžnou dráhu Země s nejnižším bodem ve výšce 330 kilometrů a nejvyšším v 685 kilometrech a měl fungovat po dobu sedmi dnů. Poté mu měla dojít energie. Jeho solární plachta měla plochu 10 čtverečních metrů. Satelit byl vyvinut a otestován během čtyř měsíců.
NanoSail-D2 byl postaven jako náhradní za NanoSail-D a byl vypuštěn v listopadu 2010 jako NanoSail-D na raketě Minotaur IV a vypuštěn z družice FASTSAT.